# Апеннины
Апенни́ны (Апенни́нские го́ры; итал. Appennino; лат. Apenninus, Apennini montes; эмил.-ром. Apenén); — горы в Италии и Сан-Марино, простирающиеся более чем на 1200 км с севера на юг страны, в основном вдоль восточного побережья Апеннинского полуострова. Название происходит от кельтского pen — вершина.
Преобладающие высоты 1200—1800 м, максимальная высота горной системы — 2912 м (вершина Корно-Гранде). Животный мир беден: млекопитающие представлены волком, серной, косулей, куницей, лаской, белкой, зайцем, хорьком; обильны пресмыкающиеся и птицы. Для Апеннин характерна высотная поясность ландшафтов. На нижних склонах и в предгорьях преобладают культурные ландшафты с оливковыми насаждениями, полями, виноградниками, садами. Местами до высот 500—600 м на севере и 700—800 м на юге они сочетаются с сохранившимися рощами каменного и пробкового дубов, алеппской сосны, пинии и вечнозелёными кустарниками (маквис) на коричневых почвах; более сухие участки покрыты гаригой. На высотах от 500—800 до 1000—1400 м, в поясе лучшего увлажнения, растут леса из дуба и каштана с примесью клёна, ильма, ясеня на бурых и карбонатных горно-лесных почвах. Начиная от 800—900 м на севере и 1000—1200 м на юге преобладают буковые, а выше — хвойные леса на подзолистых почвах (европейская пихта, чёрная и боснийская сосны). Горные леса обычно доходят в Апеннины до самых вершин; лишь небольшими участками выше 2000—2500 м встречается обеднённая субальпийская и альпийская растительность.
Средние температуры у подножий Апеннины в январе на севере около 0 °С, на юге до 11 °C. Наиболее суровыми зимами отличаются Центральные Апеннины в связи с большой высотой, массивностью и обилием замкнутых котловин. Средние температуры июля от 24 до 28 °C. Осадков больше всего выпадает на западных склонах гор (свыше 3000 мм в год), в замкнутых впадинах 600—800 мм в год. В верхнем поясе (выше 2000 м) 180—190 дней в году лежит снег.
Апеннины — зачастую средневысотные горы, состоящие из параллельных и кулисообразно расположенных хребтов. Из полезных ископаемых есть строительные и поделочные камни, ртуть, залежи бурого угля и лигнита, битуминозных сланцев и бокситов, а также природный газ и нефть. Геологически для Апеннин характерно преобладание эрозионно-расчленённых хребтов.

## География
Принято различать Северные Апеннины (которые практически образуют единую систему с Приморскими Альпами), Центральные Апеннины и Южные Апеннины. Отдельно также выделяются Сицилийские Апеннины.
Через Апеннины пролегает ряд длинных пешеходных троп. Примечателен европейский пешеходный маршрут Е1, идущий из Северной Европы и пересекающий северные и центральные Апеннины. В Триесте начинается Великая итальянская тропа и после своего извилистого прохождения через Альпийскую дугу пересекает всю систему Апеннин, Сицилию и Сардинию.

### Северные Апеннины
Северные Апеннины состоят из трёх цепей: Лигурийские (Appennino ligure), Тоскано-Эмилианские (Appennino tosco-emiliano) и Умбрийские (Appennino umbro).

#### Лигурийские Апеннины
Лигурийские Апеннины граничат с Лигурийским морем в Генуэзском заливе, примерно от Савоны ниже долины верховья Бормиды до Специи (перевал Ла-Сиса) ниже долины реки Магра. Этот хребет проходит вдоль Генуэзского залива, отделяя его от верхней части долины реки По. Северо-западная граница проходит вдоль линии Бормиды до Акви Терме. Там река продолжается на северо-восток до Алессандрии в долине По, затем горы поворачивают на юго-восток.
До верхней части Бормиды можно добраться по нескольким дорогам, идущим вглубь страны под прямым углом к побережью, юго-западному от Савоны, главной из которых является Турино-Савона-Автострада. Она поднимается на Боккетта ди Алтаре, иногда называемый Колледж Кадибона, на высоту 436 м, границу между Лигурийскими Альпами вдоль побережья на западе и Лигурийскими Апеннинами. Вершину перевала обозначает бронзовая доска, прикреплённая к камню. В окрестностях находятся фрагменты старой дороги и три руины прежних укреплений.
В Каркаре основные дороги соединяются с верхней частью долины Бормиды, затем поворачивая на запад. С северо-восточных склонов стекают Скривия, Треббия и Таро, а также притоки реки По. Хребет содержит десятки пиков. К югу от Природного регионального парка Авето расположен Монте-Пенна. Неподалёку находится самая высокая точка Лигурийских Апеннин, Монте-Маджораска высотой 1780 м.
Главный и единственно возможный наземный маршрут, соединяющий прибрежную равнину Лигурии с северной равниной Италии, проходит через Боккетта ди Алтаре. Он всегда имел стратегическое значение. Защитники севера Италии контролировали его с древнейших времён, о чём свидетельствуют различные расположенные там укрепления. Государственная железнодорожная система Trenitalia, высокоразвитая на прибрежной равнине, в настоящее время регулярно пересекает горы через ряд железнодорожных тоннелей, таких как перевал Джови.
Юго-восточная граница Лигурийских Апеннинов — река Магра, которая впадает в Тирренское море к югу от Специи, и река Таро, которая течёт в противоположном направлении, впадая в реку По. Раздел между двумя верхними речными долинами — это перевал Пассо делла Чиса (Passo della Cisa). Под ним (два тоннеля) проходит автострада делла Чиса между Специей и Пармой.

#### Тоскано-Эмилианские Апеннины
Начиная с перевала Чиса, горные цепи поворачивают далее на юго-восток, пересекая полуостров вдоль границы между регионами Эмилия-Романья и Тоскана. К западу от перевала Фута их также называют Тоскано-Эмилианскими Апеннинами, а к востоку от него — Тоскано-Романьольскими Апеннинами или просто Тосканскими Апеннинами, они простираются до реки Тибр. Самая высокая точка — Монте-Симоне высотой 2165 м.
Отдельная ветвь, Апуанские Альпы, идёт на юго-запад, граничащий с побережьем к югу от Специи. Топографически Апуанские Альпы отделяет от Апеннин только долина реки Серкио, которая поворачивает параллельно побережью и впадает в Тирренское море к северу от Пизы. Геологически скала имеет несколько иной состав: она состоит из мрамора. Римская мраморная промышленность была сосредоточена в Луне и в настоящее время активно развивается в Карраре.
Поскольку Тосканские Апеннины разделяют полуостров между долиной По и равнинами и холмами Тосканы и Лацио, транспортировка по ним имеет важнейшее значение для политического и экономического единства. Исторически римляне использовали Фламиниеву дорогу между Римом и Римини. Монтанное расстояние между Флоренцией в Тоскане и Болоньей в Эмилии-Романье короче, но для его использования потребовалось бы завоевание более пересечённой местности, что было невозможно для древних людей. В начале XIX века над горами были проложены железные дороги, но они были маломощными и невосполнимыми.
С 1856 года был построен ряд тоннелей для проведения железнодорожной линии Болонья-Флоренция, которая не является ни линией, ни тоннелем. Линия Porrettana была введена в эксплуатацию в 1864 году, линия Direttissima в 1934 году и High Speed в 1996 году. Несколько десятков тоннелей поддерживаются три из них, самый длинный на линии High Speed — Воглийский тоннель — 16,757 км. Самый длинный на Direttissima — Большой Апеннинский тоннель — 18,5 км, самый длинный в Италии, хотя Симплонский тоннель, соединяющий Италию и Швейцарию, длиннее. Автомобильное движение осуществляется по шоссе Autostrada del Sole, маршрут A1, который проходит через многочисленные короткие туннели в обход старой дороги, первоначально Римской, через перевал Фута. В декабре 2015 года после многих лет строительства был открыт новый маршрут A1 под названием Variante di Valico, состоящий из основных тоннелей (самый длинный из которых — новая 8,6-километровая «тоннельная база») и новых путепроводов, значительно сокращающих время проезда по дороге из Флоренции в Болонью. Внутри Тоскано-Романьольских Апеннин, на юге, находится Форесте Казентинези, Монте-Фальтерона, Кампиньский национальный парк. Географически самой южной границей Тоскано-Романьольских Апеннин является перевал Бокка Серриола, который административно расположен на севере Умбрии и связывает Фано и Читта-ди-Кастелло.
Река Тибр в Риме течёт из Монте-Фумаиоло в Тоскано-Романьольских Апеннинах с северо-востока на юго-запад, протекая в Тирренское море под прямым углом к берегу. Верхний Тибр, однако, течёт с северо-запада на юго-восток, постепенно поворачиваясь на один прямой угол по часовой стрелке. Северная долина Тибра глубока и отделяет Апеннины на левом берегу от меньшего ареала, справа — Тосканские Субапеннины.

### Центральные Апеннины
Апеннинская система образует нерегулярную дугу с центрами кривизны, расположенными в Тирренском море. Северный и южный сегменты образуют параллельные цепи, которые можно рассматривать как единые горные хребты, такие как Лигурийские горы. Центр, будучи более толстым и сложным, по отношению к центрам кривизны геологически разделён на внутреннюю и внешнюю дугу. Геологическое определение, однако, не совпадает с географическим.
По типу породы и орогеническим проявлениям северный сегмент дуги разделён на Внешние Северные Апеннины и Внутренние Северные Апеннины. Центральные Апеннины же разделены на Умбрийско-Маркские (Appennino umbro-marchigiano) или Римские Апеннины на севере и Абруццкие Апеннины (Appennino abruzzese) на юге. Простираются от перевала Бокка Серриола на севере до перевала Форли на юге.

#### Умбрийско-Маркские Апеннины
Западная граница Умбрийско-Маркских Апеннин (ит.) проходит через Кали. Они простираются на юг до реки Тронто, южной границы Внешних Северных Апеннин. Самая высокая вершина — Монте-Ветторе — 2478 м, является частью горы Монти-Сибиллини, входящей в Национальный парк Монти-Сибиллини. Дальше вглубь материка находится парк Сассо Симоне и Симончелло и далее на юг — природный парк Gola della Rossa di Frasassi, в котором находятся пещеры Гола делла Росса («Красный каньон») и Фразасси. Итальянская служба парков называет его «зелёным сердцем» Италии. Регион сильно зарос лесом, как Гола-дель-Фурло, где расположен перевал Фурло на Фламинеевой улице[где?]. И этруски, и римляне строили здесь свои туннели.

#### Абруццкие Апеннины
Абруццкие Апеннины, расположенные в Абруццо, Молизе и юго-восточном Лацио, содержат самые высокие вершины Италии и наиболее пересечённый рельеф Апеннин. Они известны в истории как территория итальянских народов, впервые потерпевших поражение от Рима. По совпадению они существуют в трёх параллельных складках или цепях, сохранившихся после тектогенеза, которые простираются на северо-запад — юго-восток от реки Тронто до реки Сангро, впадающей в Адриатику. Прибрежные холмы на востоке простираются между Сан-Бенедетто-дель-Тронто на севере и Торино-ди-Сангро на юге.
Восточная цепь состоит в основном из южной части массива Монти Сибиллини, Монти-делла-Лага, Гран-Сассо-д'Италия и массива Маелла. Среди них два национальных парка: Национальный парк Гран Сассо и Монте дела Лага и Национальный парк Маелла, а также Региональный парк Monti Simbruini. В Гран Сассо лежит Корно-Гранде, самая высокая вершина Апеннин — 2912 м.
Другие особенности между западным и центральным хребтами — равнина Риети, долина Салто и озеро Фучино, а между центральным и восточным хребтами — долины Л’Акуилы и Сульмоны. Главными реками на западе являются Нера с её притоками Велино и Сальто, а также Эниен, которая впадает в Тибр. На востоке в Адриатику впадает череда малых рек, от которых до самых высоких точек цепи около 20 км, такие как Тронто, Тордино, Вомано и другие. Пескара, в которую впадают Атерно с северо-запада и Гиццио с юго-востока, имеет более важное значение, как и Сангро.
Центральные Апеннины пересекаются железной дорогой из Рима в Пескару через Авезцано и Сульмону: железная дорога из Орте в Терни (и оттуда в Фолиньо) следует за долиной Нера, а из Терни линия поднимается на равнину Риети, оттуда пересекает центральную цепь до Л’Акуилы, откуда следует долина реки Атерно до Силмоны. В древние времена от Рима до Адриатического побережья шли Соляная дорога, Виа Цецилия и Виа Валерия-Клаудия. Вулканические горы отделены от Апеннин долиной Тибра, а Монти Лепини, часть Волшской цепи, долинами Сакко и Лири.

### Южные Апеннины
Южные Апеннины можно разделить на четыре основных региона: Самнитские Апеннины, Кампанские Апеннины, Луканские Апеннины и Калабрийские Апеннины, включая Сицилийские Апеннины. Они простираются от перевала Форли и на юг.

#### Самнитские и Кампанские Апеннины
В южных Апеннинах, к югу от долины Сангро, три параллельные цепи разделены на более мелкие группы: среди них можно назвать Матэсе, самой высокой точкой которого является Монте-Милетто — 2050 метров. Основными реками на юго-западе являются Лири или Гарильяно с притоком Сакко, Вольтурно, Себето, Сарно, на севере — Триньо, Биферно и Форторе.
Горы Монти Дауни в Апулии связаны с Апеннинским хребтом, как и холмы Киленто на западе. С северо-запада на юго-восток район пересечён железной дорогой от Сульмоны до Беневенто и далее до Авеллино, а с юго-запада на северо-восток железными дорогами от Каианелло через Изернию до Кампобассо и Термоли, от Казерты до Беневенто и Фоджы, от Ночера Инфериоре и Авеллино до Рокчетта Сант-Антонио, узел до Фоджии, Спинаццола и Потенцы. Римские дороги следовали теми же путями, что и железные дороги: Аппиева дорога шла от Капуи до Беневенто, откуда старая дорога шла до Венозы и Таранто и так до Бриндизи, а Троянова дорога — почти до Трои (около Фоджы) и оттуда до Бари.

#### Луканские Апеннины
Северное окончание первой цепи Луканских Апеннин (ныне Базиликата) знаменует собой долина Офанто, которая впадает в Адриатику недалеко от Барлетты. Проходят с востока на запад, а юг от долин Селе (на западе) и Базенто (на востоке), которые образуют линию от Баттипальи до Сибари через Потенцу, далее по железной дороге, идут на север, как по равнине, от Меттипалии до Потенцы. Самая высокая точка — Монте-Поллино — 2333 метра. Основными реками являются Селе, Негро и Колоре, на востоке — Брадано, Базенто, Агри, Синни, которые впадают в залив Таранто; к югу от Синни протекают лишь незначительные речки на восток и запад, поскольку здесь ширина полуострова уменьшается примерно до 64 км.

#### Калабрийские и Сицилийские Апеннины
Железная дорога, идущая на юг от Сициньяно до Лагонегро, восходящая к долине Негро, протягивается до Косенцы, за которой следует древняя Виа Попилия, которая после Косенцы достигает западного побережья в Терине и оттуда — до Реджо. Через Геркулию, ветвь Трояновой дороги, идёт от Экума Тутикума к древнему Нерулуму. В самой узкой точке равнины Сибари, через которую впадают в море реки Косчиле и Крати, проходит на восточном побережье, простираясь на полпути через полуостров. Здесь прекращаются известняковые Апеннины и начинаются гранитные горы Калабрии.
Калабрийские Апеннины простираются до перешейка, образованного заливами Сант-Эуфемия и Скуиллаче, а самая высокая точка достигает 1928 метров (Ботте-Донато). Леса, которые покрывали их в древности, снабжали греков и сицилийцев древесиной для судостроения. Через перешеек проходит железная дорога из Южной Евфемии в Катандзаро и Катандзаро-Лидо (Марина-ди-Катандзаро), а из Скуиллаче в Вибо-Валентия (Монтелеоне) могла идти древняя дорога. Вдоль северного побережья Сицилии простираются Сицилийские Апеннины. Самая высокая вершина — Пиццо-Карбонара — 1979 м.

## Высочайшие вершины
| Вершина              | Высота, м |
| -------------------- | --------- |
| Корно-Гранде         | 2912      |
| Маелла               | 2793      |
| Велино               | 2486      |
| Ветторе              | 2476      |
| Пиццо ди Сево        | 2419      |
| Монте-Мета           | 2241      |
| Монте Терминилло     | 2217      |
| Монте Сибила         | 2173      |
| Монте-Симоне         | 2165      |
| Монте Виглио         | 2156      |
| Монте Кусна          | 2121      |
| Монтагне дел Морроне | 2061      |
| Монте-Прадо          | 2053      |
| Монте Милетто        | 2050      |